# Chapelier Fou (musicien)
Pour les articles homonymes, voir Chapelier fou.
Louis Warynski, dit Chapelier fou, né à Metz le 6 janvier 1984, est un artiste de musique électronique.

## Biographie
Louis Warynski naît en janvier 1984. Il entre au conservatoire de Metz à 6 ans. Multi-instrumentiste, il pratique le violon et d'autres instruments dont le clavecin,. Après son baccalauréat, Warynski étudie la musicologie et obtient une maîtrise universitaire. Il découvre l'informatique, sample des phrases du Chapelier fou sur des disques d'Alice au pays des merveilles, et adopte ensuite ce nom de scène.
En 2008, Chapelier fou joue au Printemps de Bourges dans le cadre des « découvertes électro ». En 2009, le label indépendant nancéien Ici, d'ailleurs... édite son premier EP six titres, Darling, Darling, Darling. Sa prestation aux Eurockéennes de Belfort permet au musicien de recevoir le prix Fabrice Ragris, récompensant les jeunes talents. En novembre paraît Scandale !, un second EP composé de sept titres. En 2010, Warynski est à l'affiche des Francofolies de la Rochelle et se produit notamment au Canada et au Sziget Festival de Budapest. Ici, d'ailleurs... édite son premier album, intitulé 613.
En 2011, Chapelier fou réalise une série de performances au Centre Pompidou-Metz et se produit au studio du musée,. Al Abama, un nouvel EP cinq titres, est édité en juillet. En 2012, il participe au festival de musique Celtic Connections, qui se tient à Glasgow. Il se produit également en Australie et en Nouvelle-Zélande dans le cadre du festival WOMAD,. Son 2e album, Invisible, est sorti en mars 2012. Le musicien se produit dans plusieurs pays d'Europe, puis à Paris dans le cadre du festival Nuit blanche, avant de repartir en tournée en Australie.
En septembre 2020, Chapelier Fou enregistre un concert en son spatialisé pour FIP.

## Style musical
Les compositions de Chapelier fou sont le plus souvent instrumentales. Il mêle des instruments acoustiques, comme la guitare et le violon, avec des instruments électroniques, synthétiseurs et sampler. Il a débuté en échantillonnant des morceaux de musique classique et de musiques du monde et s'est ensuite intéressé aux instruments acoustiques afin d'obtenir des performances plus spontanées.
Lors des concerts, Chapelier fou échantillonne les sons en direct,,. Il s'est souvent produit dans des installations militaires désaffectées des environs de Metz. Il est devenu l'un des musiciens français jouant le plus à l'étranger.
Entre 2014 et 2019, il se produit principalement en groupe, accompagné de Maxime François (alto, synthétiseurs), Maxime Tisserand (clarinettes, machines) et parfois Camille Momper (violoncelle) avant de retourner vers une formule solo en 2020.
En 2021, il crée un ensemble entièrement acoustique, "Ensemb7e", accompagné de Grégory Wagenheim (piano), Nicolas Stroebel (batterie), Maxime Tisserand (clarinettes), Camille Momper (violoncelle), Maxime François (alto) et Marie Lambert (violon).
En 2021, Claire Moret remplace Camille Momper au violoncelle.

## Discographie

### EP
- 2009 : Darling, Darling, Darling… (Ici, d'ailleurs...)
- 2009 : Scandale ! (Ici, d'ailleurs...)
- 2011 : Al Abama (Ici, d'ailleurs...)
- 2014 : Protest (Ici, d'ailleurs...)
- 2015 : Fuses (Ici, d'ailleurs...)